# Szentpál Olga
Szentpál Olga (eredeti neve: Stricker Olga) (Budapest, 1895. december 14. – Budapest, 1968. október 31.) magyar tanár, táncpedagógus, érdemes művész (1958). Férje Rabinovszky Máriusz művészettörténész volt.

## Életpályája
Stricker Jakab Gyula (1868–1938) vállalkozó és Wechsler Vilma gyermekeként született. Apai nagyszülei Stricker Adolf ügynök és Gartner (Einzig) Amália, anyai nagyszülei Wechsler Mór ügynök és Sattler Ernesztina voltak. A budapesti Zeneakadémia zongoratanszakán művészdiplomát szerzett 1916-ban. 
1914–1917 között a helleraui Jaques-Dalcroze Intézetben tanult. 1919–1931 között a Nemzeti Zenedében a Dalcroze-ritmika tanára volt. 1919–1924 között saját iskolájában gyermek- és felnőtt-táncoktatást, akadémiai színvonalú tanerőképzést, valamint művészképzést folytatott. 1920–1925 között színpadon Dalcroze-műsorral lépett fel és koreográfiákat készített, 1925-től a Szentpál Tánccsoport számára. 1924–1935 között a Színművészeti Akadémia tánctanára volt. 
1937-től részt vett az antifasiszta megmozdulásokban: a Vajda János Társaságban, a Független Színpad, a Szegedi Fiatalok Művészeti Kollégiuma kezdeményezésében, a Dolgozó Nők Klubjában és a Vasas Székházban. 
1945 után tánccsoportja a Munkás Kultúr Szövetség szervezésében a Magyar Nők Demokratikus Szövetsége (MNDSZ) és az MKP rendezvényein működött közre. 1946–1950 között néptáncgyűjtő tanulmányúton járt. 1947-ben újra megnyitotta iskoláját. 1945–1952 között a Színművészeti Főiskola tánctanára volt, közben 1949–1952 között a koreográfus főtanszak vezetője volt. 1947–1948 között a Testnevelési Főiskola táncnevelési tanulmányi szakának vezetője volt. 1952–1968 között a Liszt Ferenc Zeneművészeti Főiskola ének főtanszakának tanára volt. 1952–1957 között az Állami Balett Intézetben történelmi társastáncot tanított. 1957-ben nyugdíjba vonult.
1924-től végzett mozdulatelemzési tanulmányokat; középpontjában a balett és a modern tánc állt.

## Magánélete
1919-ben házasságot kötött Rabinovszky Máriusz művészettörténésszel. Három gyermekük született.
Sírja Budapesten, az Új köztemetőben található (33/1-1-124).

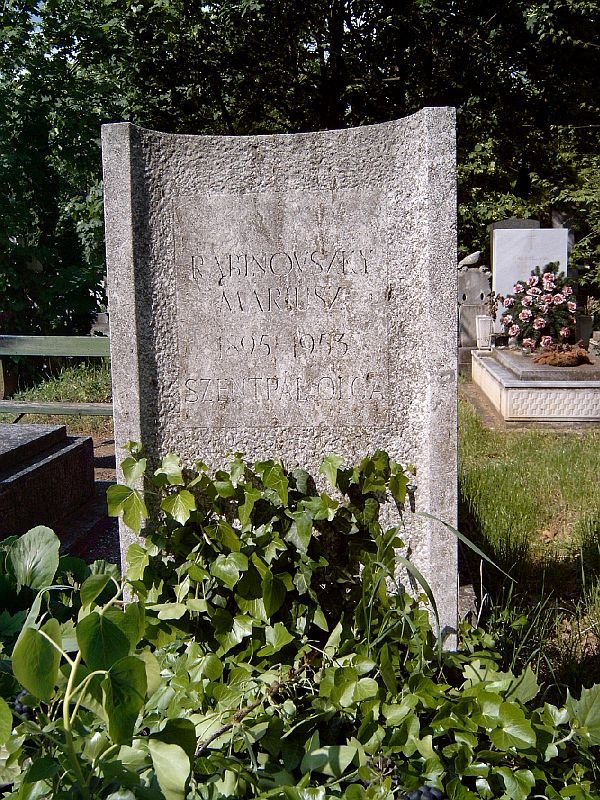
Szentpál Olga mozgásművész, koreográfus, pedagógus és szakíró, valamint Rabinovszky Máriusz művészettörténész sírja Budapesten. Új köztemető: 33/1-1-124.

## Művei
- Szentpál Olga–Rabinovszky Máriusz: Tánc. A mozgásművészet könyve; fotó Angelo, Hugo Erfurth, Máté Olga; Általános Kiadó, Bp., 1928
- Sióagárdi táncok tanulmánya, gyűjtése és tánc-feldolgozása (Budapest, 1953)
- A csárdás. A magyar nemzeti társastánc a 19. század első felében (Budapest, 1954)
- A magyar néptánc formai elemzése (Budapest, 1961)
- Rábai Miklós: Üvegestánc; összeáll. Sz. Szentpál Mária / Szentpál Olga: Szentistváni leánytánc; Gondolat, Bp., 1961 (Néptáncosok kiskönyvtára)
- Arbeau francia gagliarde-jának formai analízise (Tánctudományi Tanulmányok, 1963)
- Émile Jaques-Dalcroze (Muzsika, 1965. 8. sz.)

## Díjai
- Érdemes művész (1958)